# 鷹野隆大
鷹野隆大（たかの りゅうだい、1963年 - ）は日本の写真家。東京造形大学教授。
主に男性のヌードなどを通して、ジェンダー、セクシャリティや「身体性」をテーマにした写真を撮る。1998年から毎日欠かさず写真を撮る「毎日写真」を自らに課し、実験的な撮影を試みている。

## 略歴
- 1963年、福井県生まれ。
- 1987年、早稲田大学政経学部経済学科卒。早稲田大学の学生劇団「てあとろ50'」10期生。
- 1993年、からだの学校・写真教室CORPUS第5期修了。
- 2006年、写真集『In My Room』にて第31回 木村伊兵衛写真賞受賞[2]。
- 2014年、愛知県美術館で開催された「これからの写真」展の出品作品のうち、性器が写っている写真について、愛知県警察が猥褻という判断を下し、 該当作品の撤去か、展示の中止かを迫られるという事態が発生した[3]。県警側は「即物的判断であって芸術性や表現性、作品の意図は考慮しない」と明言し、美術館側は年齢制限や説明パネルなどの対応を採った[3]。
- 2018年、FANZAが手がけるアーティスト5人による連続個展「Find Your Fantasy」の第二弾アーティストとして9月6日より原宿・FANZA×#FR2@#FR2 GALLERY 2にて作品展示[4]。

## 受賞歴
- 第31回木村伊兵衛写真賞（2005年度）
- 第72回芸術選奨文部科学大臣賞[5]（2021年度）

## 個展
- 「鷹野隆大 カスババ ―この日常を生きのびるために―」（東京都写真美術館、2025年）
- 「鷹野隆大 毎日写真1999-2021」（国立国際美術館、2021年）
- 「男の乗り方」（ツァイト・フォト・サロン、2006年）
- 「ヨコたわるラフ」（ツァイト・フォト・サロン、2000年）

## 著作
- 『毎日写真』（ナナロク社、2019年）
- 『光の欠落が地面に届くとき 距離が奪われ距離が生まれる』（エディション・ノルト、2016年）
- 『ヒモとコーラ = String and Coke -太宰府の高松次郎-』（青土社、2014年）
- 『カスババ』（大和プレス、2011年）
- 『in my room』（蒼穹舎、2005年）
- 『日常の変貌』（展覧会カタログ：群馬県立近代美術館、2004年）
- 『手探りのキッス 日本の現代写真』（淡交社、2000年）（同名の展覧会カタログを一般図書として発売）